# Agata Mróz
Agata Danuta Mróz-Olszewska (Dąbrowa Tarnowska, 7 aprile 1982 – Breslavia, 4 giugno 2008) è stata una pallavolista polacca.
Giocava nel ruolo di centrale.

## Carriera
Nata a Dąbrowa Tarnowska ma vissuta sempre a Tarnów, Agata Mróz proviene da una famiglia di sportivi; entrambi i genitori da giovani sono stati impegnati del mondo dello sport così come i suoi fratelli: Katarzyna Mróz, anche lei pallavolista e Paweł Mróz, giocatore di pallacanestro.
Inizia a giocare fin da bambina a pallavolo e nel 1995 entra a far parte del Tarnovia Tarnów, dove resta per due stagioni, mentre nel 1997 passa al SMS PZPS Sosnowiec dove resta per tre stagioni. Nel 2000 è costretta ad interrompere la propria attività agonistica a causa di una leucemia: dopo un lungo periodo di cure ritornerà sui campi da gioco solamente nel 2002, ingaggiata da una squadra di serie inferiore, l'AZS KSZO Ostrowiec Świętokrzyski con il quale disputa un ottimo campionato. Al termine della stagione, quasi da sconosciuta, suscita scalpore la sua convocazione in nazionale, anche se aveva già ottenuto diverse sporadiche chiamate dal 1997: con la nazionale vince la medaglia d'oro al campionato europeo e partecipa alla Coppa del Mondo.

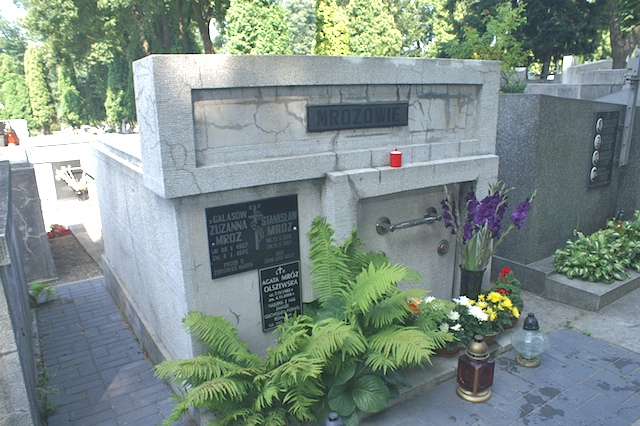
Tomba dove riposa Agata Mróz

La stagione successiva viene acquistata dal Bialski Klub Sportowy di Bielsko-Biała, squadra militante nella massima serie polacca e con la quale in tre stagioni vincerà un campionato polacco e due Coppe di Polonia. Con la nazionale vince nuovamente la medaglia d'oro al campionato europeo del 2005: il 22 novembre dello stesso anno viene premiata dal presidente Aleksander Kwaśniewski con la croce d'oro al merito per il suo contributo allo sport.
Nel 2006 si trasferisce in Spagna, ingaggiata dal Club Atlético Voleibol Murcia 2005: la stagione si rivela ricca di successi con la vittoria del campionato, della Coppa della Regina, della Supercoppa spagnola e coronata con una affermazione in campo europeo con il successo nella Top Teams Cup.
Al termine della stagione, dopo essersi sposata con Jacka Olszewskiego, annuncia il suo ritiro dall'attività agonistica a causa di una sindrome mielodisplasica; il 12 gennaio 2008 annuncia di aspettare un bambino, che nascerà prematuramente il 4 aprile 2008 per l'aggravarsi delle sue condizioni di salute. Il 22 maggio 2008 si sottopone con successo ad un trapianto di midollo osseo, ma quattordici giorni dopo, il 4 giugno 2008, a causa di uno shock settico, muore a soli 26 anni. A seguito della sua morte il presidente Lech Kaczyński le assegnò la croce di cavaliere dell'Ordine della Polonia Restituta per lo sport ed il suo atteggiamento contro una malattia incurabile: il marito però rifiutò. Nel 2009 le è stato intitolato un palazzetto dello sport, prima volta che una struttura viene dedicata ad una pallavolista.

## Palmarès

### Club
- Campionato polacco: 1

2003-04
- Campionato spagnolo: 1

2006-07
- Coppa di Polonia: 2

2003-04, 2005-06
- Coppa della Regina: 1

2006-07
- Supercoppa spagnola: 1

2006
- Top Teams Cup: 1

2006-07